# Sarah Danielle Madison
Sarah Danielle Madison (Springfield, 10 de septiembre de 1974-Wisconsin, 27 de septiembre de 2014), acreditada a veces como Sarah Danielle Goldberg, fue una actriz estadounidense.

## Biografía
En 1992 se graduó en la Escuela Latina de Chicago y, desde entonces, hasta el año 1996 cursó en el instituto superior Amherst College.
Su popularidad comenzó en el cine, pero la mayor parte de su carrera transcurrió en televisión. En 1997 le llegó su primer papel como figurante en la cinta de P. J. Hogan, La boda de mi mejor amigo. Sin embargo, su aparición en pantalla fue muy breve, y dos años después conseguía su primer papel en un episodio de la serie de televisión El tiempo de tu vida; más tarde encadenó varios trabajos seguidos en el cine con Ivansxtc, Parque Jurásico III, Training Day y Virgins.
Las ficciones en la que más ha destacado como actriz han sido La juez Amy, donde interpretaba a la doctora Heather Labonte; Siete en el paraíso en el papel de Sarah Glass y en 90210, nueva versión del clásico Sensación de vivir, con su personaje de Colleen Sarkossian; no obstante, también son reconocidos sus trabajos para las series Sin rastro, CSI y House pero éstas de forma episódica.

## Fallecimiento
El 27 de septiembre de 2014, Madison murió mientras dormía, veintiún días después de cumplir 40 años, de un infarto de miocardio, durante un viaje a la cabaña de su familia en el sureste de Wisconsin.